# Dziani (Tsembéhou)
Dziani ist ein Ort auf der Komoreninsel Anjouan im Inselstaat Komoren im Indischen Ozean. 1991 wurden 1091 Einwohner gezählt.

## Geographie
Dziani liegt im Zentrum der Insel im Tal des Mro Tatinga (Tratringa) das von Chandra / Tsembéhou nach Osten verläuft. Der Ort liegt auf halber Strecke zwischen dem Ort Chandra und der Küste im Osten bei Bambao.